# Paisco Loveno
Paisco Loveno – miejscowość i gmina we Włoszech, w regionie Lombardia, w prowincji Brescia.
Według danych na rok 2004 gminę zamieszkiwało 257 osób, 7,3 os./km².